# Krajinská 7 (České Budějovice)
Krajinská 7 (čp. 32/7) je měšťanský dům v Krajinské ulici v Českých Budějovicích. Je chráněnou kulturní památkou ve zdejší městské památkové rezervaci.

## Popis
Jedná se o původně gotický dům, který v minulosti (16. století, 18. století, rok 1819) prošel četnými stavebními úpravami. Stavební úpravy probíhaly i ve 20. a v 21. století. V roce 1937 byl zřízeno druhé poschodí (v pohledu z ulice není vidět – je skryto za atikou). Loubí, které má tři arkády, je klenuté křížovou klenbou. V přízemí zadního traktu je restaurace.

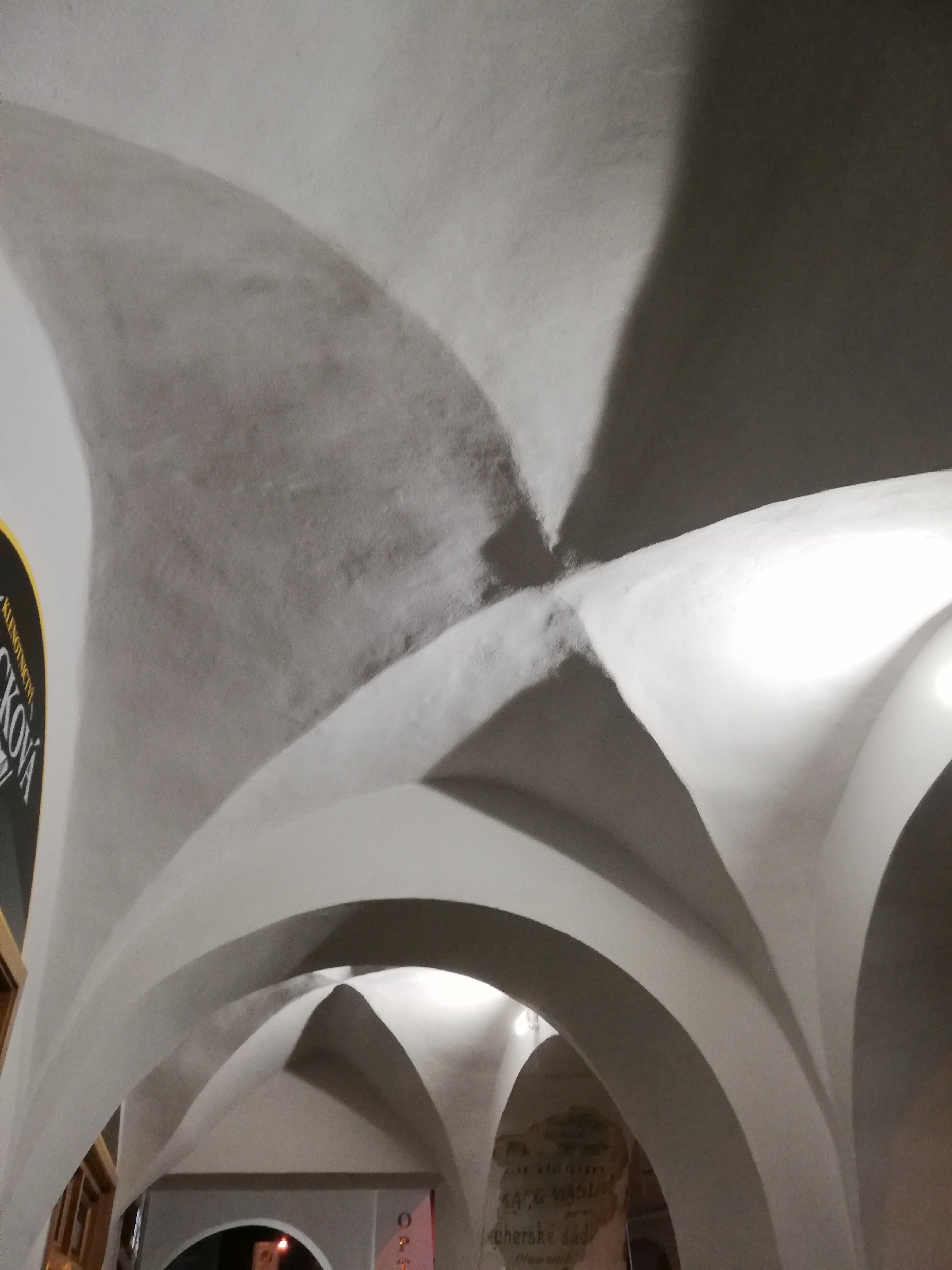
Klenby loubí domu
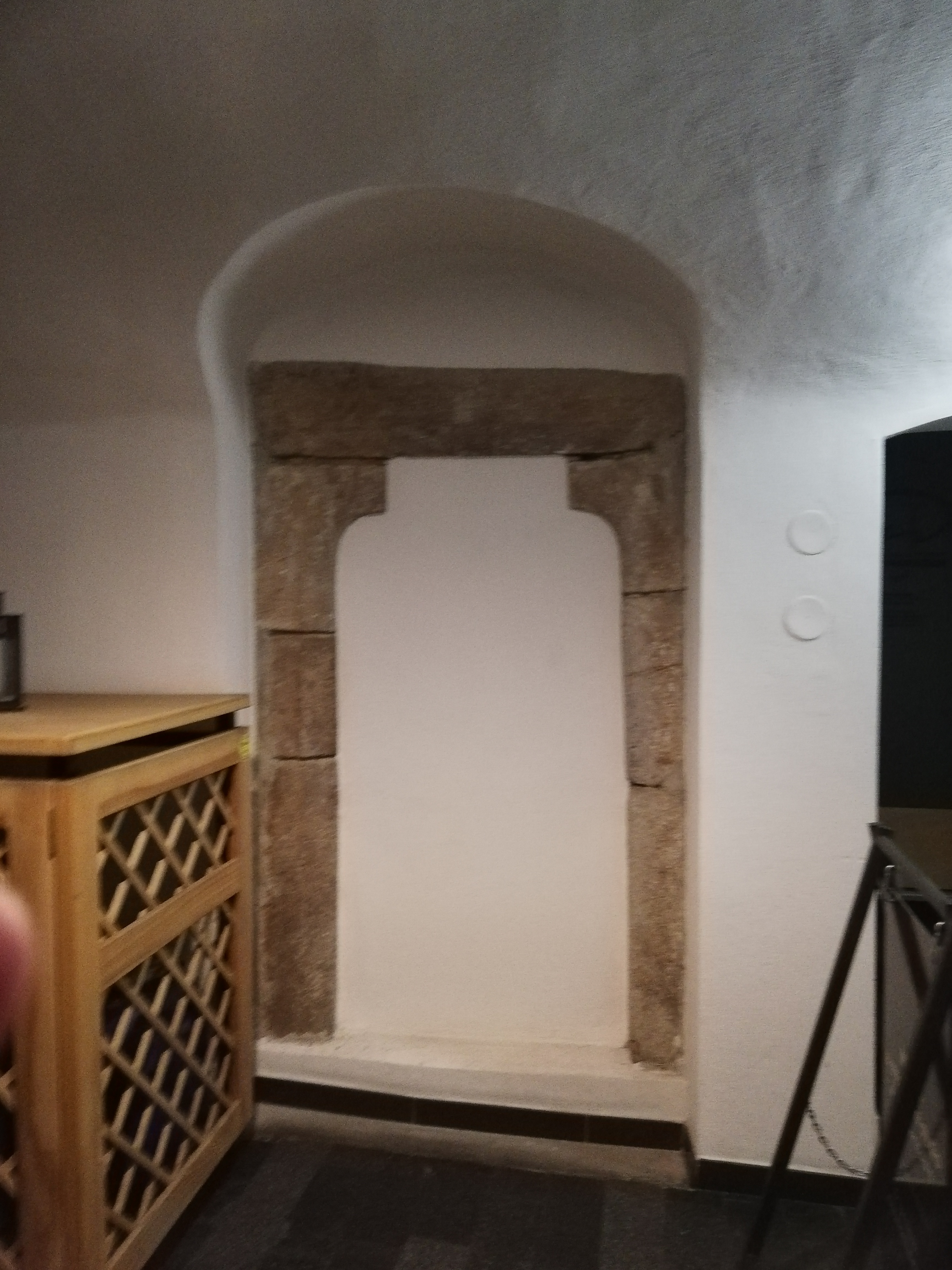
Kamenický detail (gotický portálek) v chodbě domu
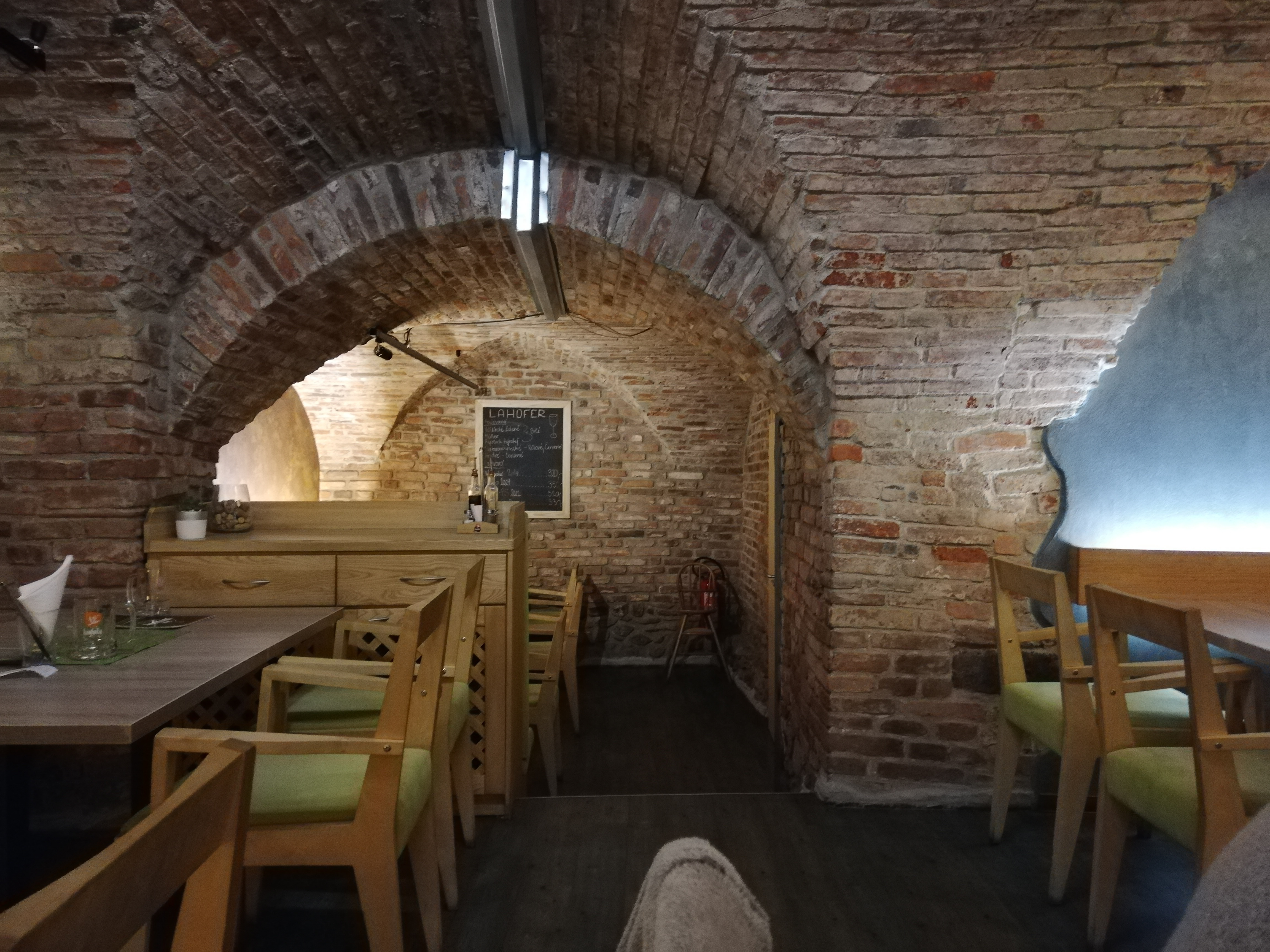
Interiér restaurace v přízemí zadního traktu domu

## Historie
V domě bývala od 17. století do roku 1865 pekárna perníku. V roce 1865 dům koupil pan Nadera a začal zde vyrábět likéry, ovocná vína a později i ocet. Od něj koupil dům Jan Beránek a ve výrobě pokračoval. Výroba octa zde byla jeho potomky krátce obnovena i po roce 1990.